# Gerhard Ritter (Ratsherr)
Gerhard Ritter (* 26. Juni 1629 in Lübeck; † 4. Januar 1717 ebenda) war ein deutscher Kaufmann und Ratsherr der Hansestadt Lübeck.

## Leben
Ritter war Sohn des Lübecker Kaufmanns Andreas Ritter. 1671 wurde er ehrenamtlich Vorsteher  des Lübecker Waisenhauses. Nach dem Tod seines älteren Bruders, des Lübecker Bürgermeisters Johann Ritter, wurde er 1701 im Alter von 72 Jahren aus dem Kreis der Lübecker Schonenfahrer in den Lübecker Rat erwählt. Als Ratsherr war er Kämmereiherr der Stadt.
Der Pastor und Senior Georg Ritter (1639–1706) war ein weiterer Bruder.